# Айвиль
Айви́ль (фр. Ailleville) — коммуна во Франции, находится в регионе Шампань — Арденны. Департамент — Об. Входит в состав кантона Бар-сюр-Об. Округ коммуны — Бар-сюр-Об.
Код INSEE коммуны — 10002.
Коммуна расположена приблизительно в 185 км к востоку от Парижа, в 85 км южнее Шалон-ан-Шампани, в 50 км к востоку от Труа.

## Население
Население коммуны на 2008 год составляло 276 человек.
| 1962 | 1968 | 1975 | 1982 | 1990 | 1999 | 2008 |
| ---- | ---- | ---- | ---- | ---- | ---- | ---- |
| 214  | 202  | 230  | 220  | 232  | 218  | 276  |

## Администрация
| Период | Период | Фамилия     | Партия | Примечания |
| ------ | ------ | ----------- | ------ | ---------- |
| 2001   | 2008   | Жан Бомон   |        |            |
| 2008   |        | Жерар Карье |        |            |

## Экономика

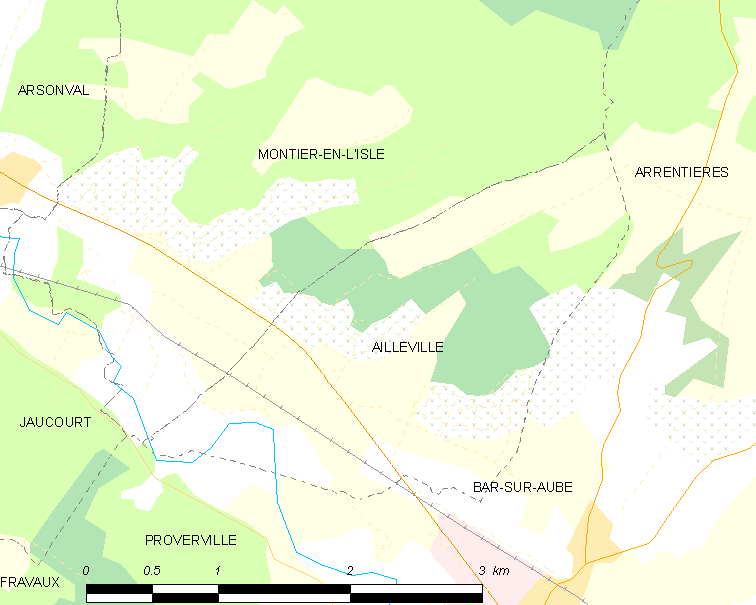
Карта коммуны

В 2007 году среди 190 человек в трудоспособном возрасте (15—64 лет) 138 были экономически активными, 52 — неактивными (показатель активности — 72,6 %, в 1999 году было 69,1 %). Из 138 активных работали 122 человека (65 мужчин и 57 женщин), безработных было 16 (8 мужчин и 8 женщин). Среди 52 неактивных 24 человека были учениками или студентами, 19 — пенсионерами, 9 были неактивными по другим причинам.